# Vlag van Jujuy

Vlag van Jujuy (ratio 1:1)

De vlag van Jujuy werd aangenomen op 24 november 1994 en is dezelfde vlag als de vlag die Manuel Belgrano in 1812 enkele maanden als nationale vlag van Argentinië gebruikte. Die vlag werd op 25 mei van dat jaar voor het eerst in de stad San Salvador de Jujuy gehesen. Deze Bandera Nacional de Nuestra Libertad Civil toont het zegel van de Argentijnen die in opstand kwamen tegen Spanje. Het centrale kenmerk van de vlag bestaat uit twee handen die een stok vasthouden met daarop een Frygische muts van de Jakobijnen. De twee handen symboliseren eenheid en broederschap, de muts staat voor vrijheid en de stok voor de bereidheid om die te verdedigen. De handen staan voor een blauw-witte achtergrond, de kleuren van de hemel. Aan de bovenkant van het zegel staat een opgaande zon, die de opkomst van Argentinië symboliseert. De laurierkrans staat voor de overwinning.